# Simon Chmel
Simon Chmel (* 1994 in München) ist ein deutscher Jazzmusiker (Schlagzeug, Komposition); er ist auch als Fotograf tätig.

## Leben und Wirken
Chmel erhielt seit seinem sechsten Lebensjahr Schlagzeugunterricht. In der Bigband des Gymnasiums kam er mit zehn Jahren zum ersten Mal mit Jazz in Kontakt. Nach dem Abitur absolvierte er ein Freiwilliges soziales Jahr in der Tonabteilung der Münchner Kammerspiele. Zwischen 2014 und 2020 war er Mitglied im Landesjugendjazzorchester Bayern. Zur Studienvorbereitung absolvierte er eine Ausbildung als Ensembleleiter der Popularmusik an der Berufsfachschule für Musik der Neuen Jazzschool München. Von 2016 bis 2021 studierte er an der Hochschule für Musik Carl Maria von Weber Dresden Jazzschlagzeug bei Eric Schaefer, Michael Griener, Moritz Baumgärtner, Sebastian Merk sowie Sebastian Studnitzky.
Chmel spielte in verschiedenen Bands und Formationen, mit denen er in Deutschland, Österreich und Italien tourte. 2016 gewann er mit dem Lion Wegmann Trio den Steinway Förderpreis Piano Trio. 2019 gründete er sein eigenes Quartett mit dem Trompeter Max Diller, dem Gitarristen Enrico Olivanti und dem Bassisten Johannes Fricke, für das er auch komponierte; 2023 wurde sein Debütalbum Light on the Surface bei Unit Records veröffentlicht.